# 清水文化
清水 文化（しみず ふみか）は小説家、ライトノベル作家。性別、年齢は非公開。「N県」の高冷地出身で神奈川県在住。

## 来歴
1996年に『正しい台風の起こし方』（後の『気象精霊記』第1話）で、富士見書房主催の第8回ファンタジア長編小説大賞の特別賞を受賞し1997年に同作品でデビュー。
1999年、第2回龍皇杯において、『ドツボに願いを』で、第2代龍皇の座を射止め、連載権を獲得した。なお、同作品は連載開始時に「ヘッポコあんてぃ〜く」に改題された。
その後、気象精霊記の短編シリーズ「気象精霊ぷらくてぃか」を『月刊ドラゴンマガジン』に45話連続掲載。
短編第二部という位置づけである『気象精霊ぷらくてぃかPLUS』は3話で打ち切りとなる。
現在は富士見書房との出版契約を結んでおらず、HJ文庫、スーパーダッシュ文庫で活動している。
2006年10月からHJ文庫にてくじびき勇者さまシリーズを刊行。（2009年10月完結）
2010年2月からHJ文庫にてすーぱー☆なちゅらるを、スーパーダッシュ文庫にてどらごん・はんたぁシリーズを刊行している。

## 作品リスト
富士見ファンタジア文庫
- 気象精霊記 全8巻（未完）
- 気象精霊ぷらくてぃか 全5巻（未完、書き上げた原稿は9巻分まで）
- ラジカルあんてぃ〜く 全5巻
- ヘッポコあんてぃ〜く 全4巻
- どり〜む・まいすたぁ

HJ文庫
- くじびき勇者さま 全11巻
- すーぱー☆なちゅらる 全3巻
- 守護霊さまシリーズ 1 - 2
  - 前門の巫女さん(勝ち気)、後門の守護霊さま(役立たず)
  - 前門の魔女っ子（オタク？）、後門の守護霊さま（やっぱり役立たず）
- 6度目の世界　はじまりの夢／先輩は陰謀論好き？

スーパーダッシュ文庫
- どらごん・はんたぁ 全3巻
- ノブシストライカーズ 1巻

NMG文庫
- 紅ヴァンパ 1巻
  - ようこそ紅浪漫社へ - 創刊ラインナップの1作品